# 亚巫兰
亚巫兰（Amurang）是印度尼西亚北苏拉威西省的一个城镇，是南米纳哈萨县的县治所在，位于苏拉威西岛米纳哈萨半岛东北，滨邻亚巫兰湾，东北距万鸦老45公里。2010年统计，亚巫兰所在的亚巫兰区（Kecamatan Amurang）共有16,260人。

## 资料来源
1. ↑  Biro Pusat Statistik, Jakarta, 2011.